# Powiat Marburg-Biedenkopf
Powiat Marburg-Biedenkopf (niem. Landkreis Marburg-Biedenkopf) – powiat w Niemczech, w kraju związkowym Hesja, w rejencji Gießen. Siedzibą powiatu jest miasto Marburg.

## Podział administracyjny
Powiat Marburg-Biedenkopf składa się z:
- 9 miast
- 13 gmin

Miasta:
| Lp. | Nazwa miasta      | Ludność (30.06.2010) | Powierzchnia km² |
| --- | ----------------- | -------------------- | ---------------- |
| 1   | Amöneburg         | 5162                 | 43,95            |
| 2   | Biedenkopf        | 13234                | 90,33            |
| 3   | Gladenbach        | 12213                | 72,28            |
| 4   | Kirchhain         | 16243                | 90,92            |
| 5   | Marburg           | 80050                | 124,50           |
| 6   | Neustadt (Hessen) | 8833                 | 56,88            |
| 7   | Rauschenberg      | 4462                 | 67,33            |
| 8   | Stadtallendorf    | 21213                | 78,29            |
| 9   | Wetter (Hessen)   | 9148                 | 104,56           |

Gminy:
| Lp. | Nazwa gminy    | Ludność (30.06.2010) | Powierzchnia km² |
| --- | -------------- | -------------------- | ---------------- |
| 1   | Angelburg      | 3584                 | 16,72            |
| 2   | Bad Endbach    | 8284                 | 40,84            |
| 3   | Breidenbach    | 6882                 | 44,83            |
| 4   | Cölbe          | 7007                 | 26,66            |
| 5   | Dautphetal     | 11775                | 72,03            |
| 6   | Ebsdorfergrund | 8930                 | 72,89            |
| 7   | Fronhausen     | 4030                 | 27,88            |
| 8   | Lahntal        | 7013                 | 40,49            |
| 9   | Lohra          | 5594                 | 49,18            |
| 10  | Münchhausen    | 3505                 | 41,54            |
| 11  | Steffenberg    | 4236                 | 24,32            |
| 12  | Weimar (Lahn)  | 6945                 | 47,05            |
| 13  | Wohratal       | 2435                 | 30,66            |

## Współpraca
Miejscowości partnerskie powiatu:
- Charlottenburg-Wilmersdorf, Berlin